# Tom Wolfe

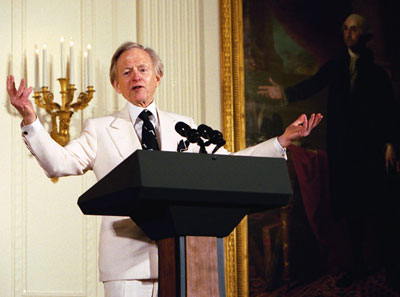
Tom Wolfe (2004) im Weißen Haus

Tom Wolfe (* 2. März 1930 als Thomas Kennerly Wolfe Jr. in Richmond, Virginia; † 14. Mai 2018 in New York City) war ein US-amerikanischer Schriftsteller, Journalist, Kunst- und Architekturkritiker sowie Illustrator.
Wolfe gilt zusammen mit Truman Capote, Norman Mailer, Hunter S. Thompson und Gay Talese als Gründer des New Journalism, eines Reportagestils, der literarische Elemente in nichtfiktionalen Texten einsetzt. Der subjektive Blickwinkel und der an der literarischen Moderne orientierte Schreibstil stehen im Gegensatz zum sachlich-objektiven Stil gängiger Reportagen. Sein Markenzeichen waren weiße Anzüge.

## Leben
Wolfe war zunächst Pitcher beim Baseball und hatte schon während des Studiums begonnen, halbprofessionell zu spielen. 1952 verdiente er sich ein Probetraining bei den damaligen New York Giants, das aber nach drei Tagen unterbrochen wurde, wofür er seine Unfähigkeit im Werfen von guten Fastballs verantwortlich machte. Wolfe gab den Sport auf und folgte dem Beispiel seines Professors Fishwick und schrieb sich für das amerikanische Doktoratsstudium an der Yale University ein. Seine Dissertation trug den Titel The League of American Writers: Communist Organizational Activity Among American Writers, 1929–1942. Im Laufe seiner Forschung interviewte Wolfe viele Schriftsteller, unter anderem Malcolm Cowley, Archibald MacLeish und James T. Farrell. Ein Biograf äußerte sich zu der Dissertation: „Wenn man sie liest, sieht man, was der schlimmste Einfluss der Graduiertenausbildung auf viele, die darunter gelitten haben, ist: Sie vermindert jeglichen Stilsinn.“ (übersetzt) Seine Dissertation wurde ursprünglich abgelehnt, aber letztendlich doch akzeptiert, nachdem er sie eher objektiv als subjektiv umgeschrieben hatte. Nachdem er Yale verlassen hatte, schrieb er einem Freund und erklärte in Kraftausdrücken seine persönlichen Ansichten über die Dissertation.
Nach dem Studium in Yale arbeitete Wolfe als Journalist, unter anderem für die New York Herald Tribune und deren Magazin New York (das später unabhängig wurde) sowie für die Washington Post. Sein erstes Buch mit dem Titel Das bonbonfarbene tangerinrot-gespritzte Stromlinienbaby war eine Sammlung verschiedener Reportagen unter anderem über Popmusik und Autobastler. Das 1965 erschienene Werk gilt als einer der „Grundsteine des New Journalism“.
Während der 60er und 70er Jahre veröffentlichte Wolfe weitere Reportagesammlungen, darunter Unter Strom, ein Buch über die Reise der Kommune von Ken Kesey und seinen Mitstreitern 1964 von San Francisco nach New York in einem bunten Schulbus. In dem Essay Radical Chic und Mau-Mau bei der Wohlfahrtsbehörde diskutierte Wolfe die bloß modische Unterstützung radikaler Bewegungen wie der Black Panther Party durch reiche, weiße Künstler und „Socialites“. Ein weiterer Bestseller wurde Die Helden der Nation, eine romanähnliche Reportage über Testpiloten der NASA. Dessen englischer Buchtitel The Right Stuff nahm bald sprichwörtlichen Charakter an; in dem Werk wurde der Raumfahrtsmythos auf den Boden der Tatsachen zurückgeholt und die inneren Konflikte der Testpiloten, Astronauten und ihrer Partnerinnen dargelegt. Die 1983 vorgenommene Kinoverfilmung durch Philip Kaufman erhielt den treffenderen deutschen Titel Der Stoff, aus dem die Helden sind.

Wolfe, ein begabter Zeichner, hat mehrere seiner Bücher selbst illustriert. Ab den 70er Jahren wandte er sich in Essays wie Das gemalte Wort und Mit dem Bauhaus leben der Kunst- und Architekturkritik zu. Beide Bücher führten zu zum Teil erbitterten Auseinandersetzungen. Wolfe kritisiert in Das gemalte Wort die moderne Malerei und Kunst nach dem Zweiten Weltkrieg. Ihr hielt er vor, sie hätte nur allbekannte Klischees illustriert und über ein elitäres System von Galerien allein die künstlerisch sterilen Interessen einer kleinen Clique bedient. In Mit dem Bauhaus leben griff er die kritiklose Übernahme europäischer Architektur in den USA an. Diese habe seiner Meinung nach zu monströsen, unfunktionalen wie gesichtslosen Bauten geführt, die eine kleine Kaste von Architekten den Auftraggebern wie dem Volk aufgezwungen hätte.

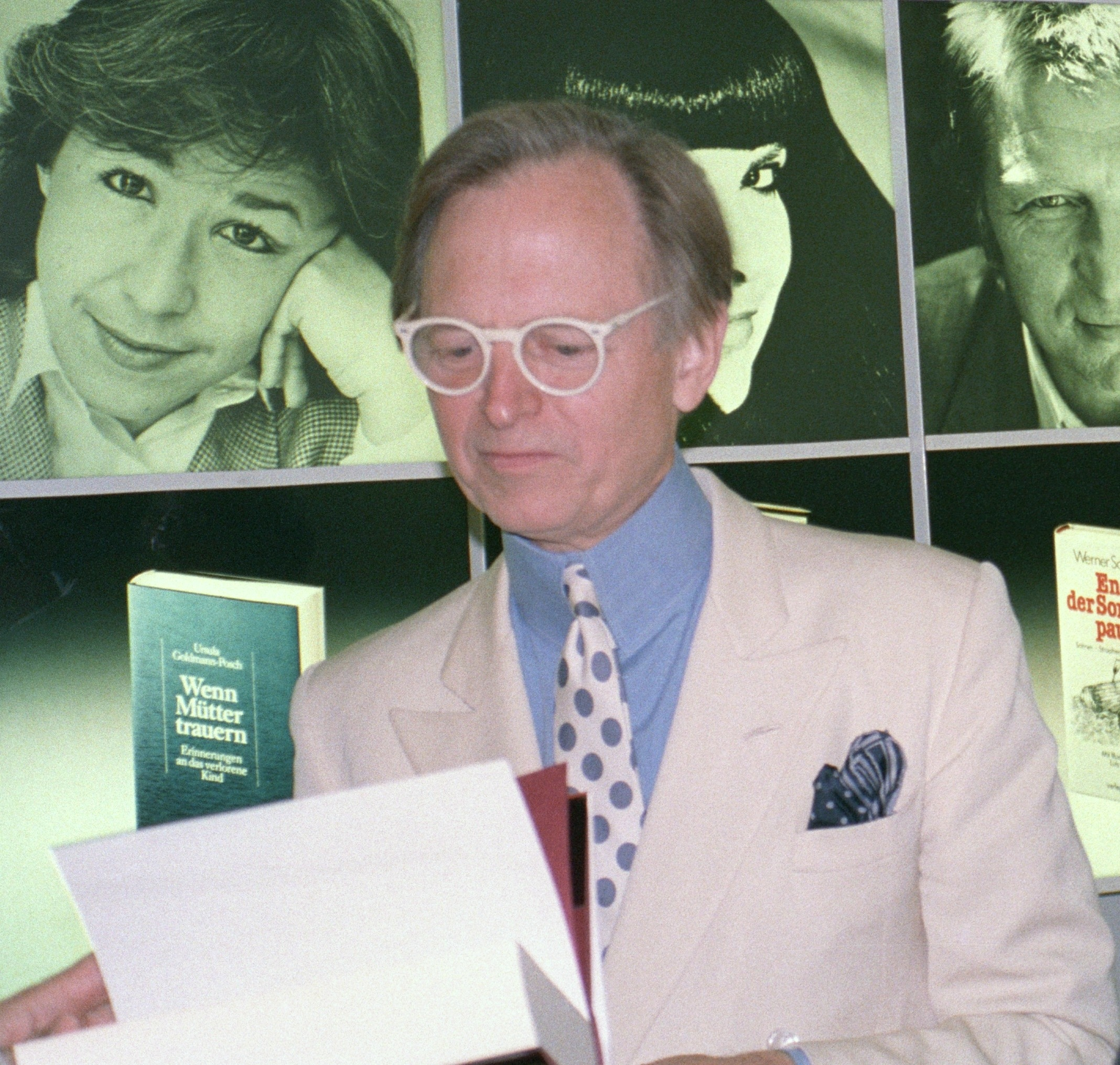
Tom Wolfe 1988 auf der Frankfurter Buchmesse

Schon ab den 1970er und zunehmend in den 1980er Jahren wandte sich Wolfe der Prosaliteratur zu. Sein Debütroman Fegefeuer der Eitelkeiten erschien 1987. Der Bestseller behandelt den Börsenboom der 1980er Jahre und die rein materiell orientierte Kultur der Reagan-Jahre. Am Beispiel des weißen Wallstreetbrokers Sherman McCoy, der nach dem durch ihn und seine Geliebte verschuldeten Tod eines Schwarzen aus der Bronx zum Opfer einer Hexenjagd durch Medien und Staatsanwaltschaft wird, zeigt Wolfe meisterhaft den Zynismus der Großstadtmenschen von New York. Das Buch, das häufiger – neben Bret Easton Ellis’ American Psycho – als das exemplarische New-York-Buch der 1980er angesehen wurde, wurde 1990 von Brian De Palma auf umstrittene Weise verfilmt.
Parallel zum spektakulären Erfolg des Romandebüts verfasste Wolfe weiterhin Reportagen. The Tinkerings of Robert Noyce beschäftigte sich mit dem Entstehen der Computer-Technologie in Silicon Valley, hier insbesondere mit Noyce und dessen Aktivitäten. Erst 1998 veröffentlichte Wolfe seinen nächsten Roman Ein ganzer Kerl, der ebenfalls ein Bestseller wurde und verfilmt wurde. 2004 veröffentlichte Wolfe den Universitätsroman Ich bin Charlotte Simmons. In diesem Roman beschreibt er die Welt des Campus an der (fiktiven) renommierten Dupont University in Pennsylvania, an die die begabte, aber naive und konservative Titelfigur zugelassen wird. Sie betritt eine „Welt, in der Studienanfängerinnen als ‚Frischfleisch‘ gehandelt werden und wo Mode, Sport, Sex, Partys und ein cooles Image zählen“ (Susanne Schmetkamp).
Er hatte einen Cameoauftritt in Die Simpsons/Staffel 12, Folge 3 sowie einen virtuellen Auftritt in Staffel 18, Folge 6. 1992 trat er im Dokumentarfilm Die Konsensfabrik. Noam Chomsky und die Medien auf. 1999 wurde er in die American Academy of Arts and Letters und 2015 in die American Academy of Arts and Sciences gewählt. Tom Wolfe starb im Mai 2018 im Alter von 88 Jahren in New York.

## Werke

### Reportagen und Essays
- The Kandy-Kolored Tangerine-Flake Streamline Baby. 1965
  - Das bonbonfarbene tangerinrot-gespritzte Stromlinienbaby. Dt. von Lil Picard; Rowohlt, Reinbek 1968; zuletzt ebd. 1988, ISBN 3-499-11094-6.
- The Pump House Gang. 1968
  - Das silikongespritzte Mädchen und andere Stories von Amerikas rasendem Pop-Reporter. Dt. von Gustav K. Kemperdick; Rowohlt, Reinbek 1976, ISBN 3-499-11929-3.
- The Electric Kool-Aid Acid Test. 1968
  - Unter Strom. Die legendäre Reise von Ken Kesey und den Pranksters. Dt. von Bernhard Schmid; Eichborn, Frankfurt 1987, ISBN 3-8218-0172-7; Knaur, München 1991, ISBN 3-426-02807-7;
  - auch als: Der Electric Kool-Aid Acid Test. Die legendäre Reise von Ken Kesey und den Merry Pranksters. Gleiche Übersetzung; Heyne, München 2009, ISBN 978-3-453-40621-6.
- Radical Chic & Mau-Mauing the Flak Catchers. 1970
  - Radical Chic und Mau-Mau bei der Wohlfahrtsbehörde. Dt. von Uwe Friesel u. Mark W. Rien; Rowohlt, Reinbek 1972, ISBN 3-499-25005-5; Philo, Berlin/Wien 2001, ISBN 3-8257-0217-0.
- The Painted Word. 1975
  - Das gemalte Wort. Moderne Kunst am Wendepunkt. Dt. von Schuldt; Ullstein, Frankfurt/Berlin 1975, ISBN 3-550-05631-1;
  - Neuübersetzung: Worte in Farbe. Kunst und Kult in Amerika. Dt. von Sonja Hauser; Knaur, München 1992, ISBN 3-426-04826-4.
- Mauve Gloves & Madmen, Clutter & Vine. 1976
- The Right Stuff. 1979
  - Die Helden der Nation. Reportage-Roman. Dt. von Peter Naujack; Hoffmann und Campe, Hamburg 1983, ISBN 3-455-07901-6; Ullstein, Frankfurt/Berlin 1986, ISBN 3-548-20654-9; Knaur, München 1996, ISBN 3-426-60156-7.
- In Our Time. 1980
- From Bauhaus to Our House. 1981
  - Mit dem Bauhaus leben. Die Diktatur des Rechtecks. Dt. von Harry Rowohlt; Athenäum, Königstein 1982, ISBN 3-7610-8184-7; Knaur, München 1993, ISBN 3-426-77056-3.
- The Purple Decades. 1982
- The Tinkerings of Robert Noyce. 1983
  - Die neue Welt des Robert Noyce. Eine Pioniergeschichte aus dem Silicon Valley. Dt. von Günter Ohnemus; Econ-Verlag, Düsseldorf/Wien/New York 1990, ISBN 3-430-19831-3.
- Hooking Up. 2000
  - Hooking up. Neuigkeiten aus dem Weltdorf. Dt. von Benjamin Schwarz; Blessing, München 2001, ISBN 3-89667-159-6;
  - auch als: und wie er die Welt sah. Gleiche Übersetzung; Goldmann, München 2003, ISBN 3-442-15241-0.
- The Kingdom of Speech. 2016
  - Das Königreich der Sprache. Dt. von Yvonne Badal; Blessing, München 2017, ISBN 978-3-89667-588-0.

### Romane
- The Bonfire of the Vanities. 1987.
  - Fegefeuer der Eitelkeiten, übersetzt von Benjamin Schwarz. Kindler, München 1988, ISBN 3-463-40094-4; Knaur, München 1990, ISBN 3-426-03015-2; Rororo, Reinbek 2005, ISBN 3-499-23674-5.
- A Man in Full. 1998.
  - Ein ganzer Kerl, übersetzt von Benjamin Schwarz. Kindler, München 1999, ISBN 3-463-40128-2; Rororo, Reinbek 2001, ISBN 3-499-22920-X; Heyne, München 2010, ISBN 978-3-453-40814-2.
- I am Charlotte Simmons. 2004.
  - Ich bin Charlotte Simmons, übersetzt von Walter Ahlers. Blessing, München 2005, ISBN 3-89667-272-X; Heyne, München 2007, ISBN 978-3-453-40506-6.
- Back to Blood (Little, Brown & Company, 2012).
  - Back to Blood, übersetzt von Wolfgang Müller. Blessing, München 2013, ISBN 978-3-89667-489-0.